# Цар Самуил (стадион)
Вижте пояснителната страница за други значения на Самуил.
„Цар Самуил“ е футболен стадион, намиращ се в българския град Петрич.
На него играе мачовете си ПФК „Беласица“. Капацитетът му е 12 000 места. Стадионът е със стандартни размери (100/50).